# Caldes de Montbui (kommunhuvudort)
Caldes de Montbui är en kommunhuvudort i Spanien.   Den ligger i provinsen Província de Barcelona och regionen Katalonien, i den östra delen av landet, 500 km öster om huvudstaden Madrid. Caldes de Montbui ligger 232 meter över havet och antalet invånare är 16 885.
Terrängen runt Caldes de Montbui är kuperad åt nordväst, men åt sydost är den platt. Runt Caldes de Montbui är det mycket tätbefolkat, med 1 692 invånare per kvadratkilometer. Närmaste större samhälle är Terrassa, 14,5 km sydväst om Caldes de Montbui. Runt Caldes de Montbui är det i huvudsak tätbebyggt.